# Avtoportret v žametni obleki
Avtoportret v žametni obleki (špansko Autorretrato con traje de terciopelo) ali (špansko Autorretrato con vestido de terciopelo) je slika olje na platnu iz leta 1926 mehiške umetnice Fride Kahlo.

## Ozadje
Pri 18 letih je Kahlo utrpela smrtno nevarne poškodbe (od katerih si ni nikoli popolnoma opomogla in bi povzročile vseživljenjske telesne bolečine), ko je tramvaj, s katerim se je vozila, zadel voz. V daljšem obdobju okrevanja so ji starši podarili stojalo in slikarske pripomočke ter na strop nad posteljo pritrdili ogledalo, da se je lahko videla leže na hrbtu. V tem obdobju okrevanja je Kahlo naslikala Avtoportret v žametni obleki.
Slika velja, če ne za Fride Kahlo prvi avtoportret, pa vsaj za njen prvi pomemben avtoportret. To je njen najstarejši ohranjeni avtoportret in je bil opisan kot njeno »najzgodnejše pomembno delo« in »njeno prvo resno delo«.[12] Opisana je bila tudi kot »njena prva prava slika«.
Na začetku svoje kariere je na Kahlo vplivalo slikarstvo italijanske renesanse in zato je v Avtoportretu v žametni obleki »upodobljena v aristokratski, nekoliko melanholični pozi, z manieristično podaljšanim vratom v slogu Amedeja Modigliani«. Opazen vpliv evropskega slikarstva in mehiškega slikarstva pod evropskim vplivom, viden na tej sliki, je v močnem nasprotju s Kahlojinim kasnejšim delom, ki je vidneje predstavljalo avtohtone mehiške teme in mehiško narodno zavest.
Drugi so opazili, da elementi avtoportreta, vključno z rdečo obleko in vitkimi elegantnimi prsti, spominjajo na Sandra Botticellija in Bronzina.

## Opis
Avtoportret v žametni obleki je opisan kot:
»Kahlo je videti do polovice, oblečena v elegantno žametno obleko, na ozadju stiliziranih valov. Predstavlja se kot prikupna mlada ženska tistega časa, njeni lasje so lepo razdeljeni na sredini in počesani v šinjon, ki poudarja njen ovalni obraz in simetrične lastnosti. Njen prepričljiv pogled – široke temne oči pod močno izraženimi obrvmi, ki se skoraj srečajo na sredini – izraža izziv in samozavest, kot da si upa gledalca, da pogleda stran.«
Obleka, ki jo Kahlo nosi na portretu, je vinsko rdeče barve in je bila opisana kot kraljevskega videza. Avtoportret je znan po tem, da se je Kahlo prvič upodobila z izrazito enoobrvjo, ki je kasneje postala glavna sestavina njenega dela.
Ta avtoportret je opazno manj nazoren kot mnoge njene kasnejše slike.

## Interpretacija
Strokovnjaki in kritiki so poskušali razložiti Kahlojin izraz na tem zgodnjem avtoportretu, vključno z navedbo: »Frida je videti spokojna, njen obraz je portret mirne lepote. Toda v njenem pogledu je nedvoumna intenzivnost, morda kanček ognjevitega duha in strast, ki se je kmalu razkrila v njenih nadaljnjih delih«.
Laura Perez je opazila »ogromno razliko med prvim avtoportretom, Avtoportret z žametno obleko (1926), in tistimi, ki so sledili, kot je Avtoportret z ogrlico (1933). V slednjem se Kahlo prek idealizirane ženskosti in evropeizacije ne predstavlja več kot zaželene moškemu heteroseksualnemu in evro-identificiranemu rasnemu pogledu. Njene maskulinizirajoče in avtohtone samoreprezentacije dejansko zavračajo rasne norme družbene spodobnosti in spodobnosti.«

## Zgodovina
Sliko je Kahlo podarila svojemu takratnemu fantu Alejandru Gómezu Ariasu. Sliko je začela delati pozno poleti 1926, potem ko je njen odnos z Alejandrom postal napet. S sliko Avtoportret v žametni obleki je Kahlo poskušala pridobiti nazaj Alejandrovo naklonjenost in ko je končala sliko in mu jo poslala, je dodala opombo, ki se je delno glasila: »V nekaj dneh bo portret v vaši hiši. Oprostite mi ker sem jo poslala brez okvirja. Rotim vas, da jo postavite na nizko mesto, kjer jo boste lahko videli, kot da bi gledali mene«. Sporočilo je sliko za Alejandra omenjalo tudi kot 'vaš Botticelli'. Darilo za avtoportret je sprva imelo želeni učinek in par se je ponovno povezal, čeprav se je Alejandro sčasoma preselil v Evropo, Kahlo pa je ostala v Mehiki, da bi delala na svoji sliki.
Naslov slike so pisci in pesniki pozneje uporabili kot naslove svojih del.